# Siedliska (Miechów)
Pour les articles homonymes, voir Siedliska.
Siedliska est une localité polonaise de la gmina et powiat de Miechów en voïvodie de Petite-Pologne.